# Джейсон (марсианский кратер)
Дже́йсон (англ. Jason) — небольшой марсианский ударный кратер, расположенный на плато Меридиана. Координаты кратера — 1°57′34″ ю. ш. 5°30′41″ з. д. / 1,9595083° ю. ш. 5,5114500° з. д.. Кратер посетил  марсоход «Оппортьюнити» 19 февраля 2005 года (382 сол). Диаметр кратера составляет примерно 11 метров. Кратер находится примерно в 228 м южнее от кратера Арго и 667 м от большего по размеру, кратера Восток. Рядом (в 44 м) расположен кратер Элвин. Исследования кратера ограничились его визуальным осмотром (научной ценности не представлял).

Три кратера на одном фото: Джейсон, Элвин и Эндьюранс (вдали, виден обод кратера), изображение марсохода «Оппортьюнити».